# Rádlo
Rádlo là một làng thuộc huyện Jablonec nad Nisou, vùng Liberecký, Cộng hòa Séc.